# Kukačka pestrá
Kukačka pestrá (Hierococcyx varius) je druh kukačky z rodu Hierococcyx, která obývá otevřenější lesnaté a křovinaté oblasti jižní Asie od severního Pákistánu přes celý Indický subkontinent po Šrí Lanku, Bangladéš a Bhútán. Má převážně šedohnědé, šedé a rezavé opeření a tvarem těla připomíná jestřába, což ji vysloužilo i druhové jméno. 

## Systematika
Kukačku pestrou formálně popsal v roce 1797 dánsko-norský přírodovědec Martin Vahl pod názvem Cuculus varius. Druhové jméno varius pochází z latiny, ve které znamená „rozmanitý“. Rozeznávají se dva poddruhy s následujícím rozšířením:
- H. v. varius (Vahl, 1797) – od Nepálu a Indie po Bangladéš a Myanmar;
- H. v. ciceliae Phillips, WWA, 1949 – Šrí Lanka.

Podle mitochondriální analýzy je sesterským taxonem kukačky pestré kukačka krahujčí (Hierococcyx sparverioides).

## Výskyt

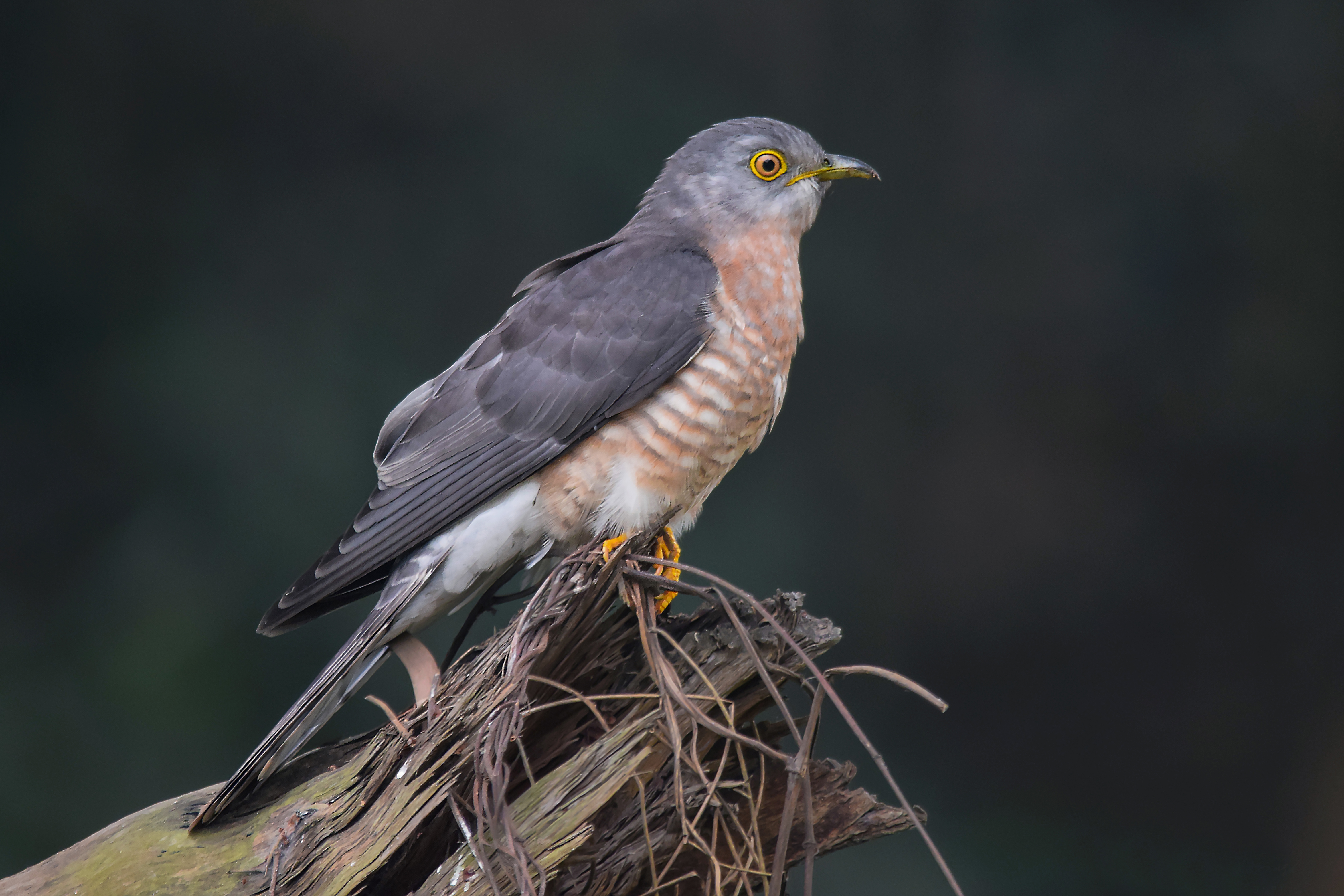
Kukačka pestrá (Dháka, Bangladéš)

Areál rozšíření kukačky pestré je v jižní Asii, přesněji od severního Pákistánu a Nepálu přes většinu Indie po Šrí Lanku, Bangladéš a Bhútán. Biotop druhu představuje otevřenější lesnatá a křovinatá krajina osázená opadavými i částečně stálezelenými stromy, dále mangrovy i člověkem utvářené biotopy jako jsou zahrady, sady, stromové a čajové plantáže i polosuchá krajina. V Indii se vyskytuje do 1200 m n. m., na Šrí Lance do 600 m n. m.

## Popis
Dosahuje délky těla kolem 34 cm, tedy přibližně velikosti kukačky obecné. Vzhled kukačky připomíná jestřába, což ji vysloužilo i její druhové jméno (srv. s kukačkou krahujčí, která zase dostala jméno po krahujci). Hlava je šedá, zbytek svrchní části těla včetně křídel je hnědošedý, občas s bělavou skvrnkou. Hruď je světle rezavá až bílá podobně jako břicho a boky, přes které se táhnou bledě hnědé pruhy. Ocas je hnědošedý s 3–5 bílými a černými pruhy a světle rezavým koncem. Samec i samice vypadají stejně. Duhovky jsou žluté až nahnědle žluté, oční kroužek je bledě citrónový. Horní zobák je nažloutlý, spodní zobák je nazelenalý, nohy jsou žluté.

## Biologie
Jedná se o plachý druh, který lze však ve volné přírodě zahlédnout relativně snadno z důvodu otevřených, řídce osázených lesů, které kukačka pestrá obývá. Potravu sbírá ve stromoví nebo ze země. Živí se hmyzem, mj. housenkami, cvrčky, kobylkami, sarančaty, mravenci nebo okřídlenými termity. Nepohrdne ani plazy, ovocem nebo bobulemi. K hlasovým projevům patří hlasité, pronikavé „brajn fé-vr“ nebo „uí-piuit“.

### Hnízdění

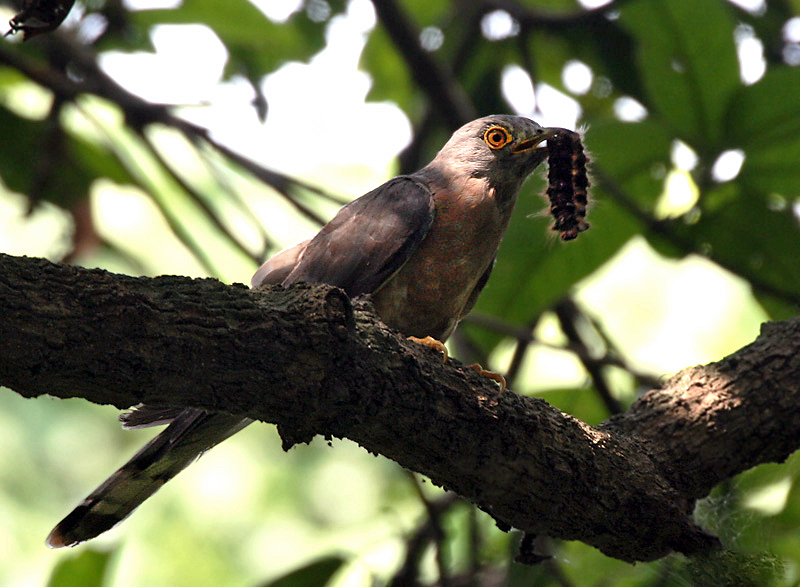
Kukačka pestrá s ulovenou chlupatou housenkou (Západní Bengálsko, Indie)

Jedná se o hnízdního parazita. Hnízdní období se liší podle lokace, v Indii to je převážně od ledna do června, nicméně např. v Kérale to je hlavně září, což odráží vrchol hnízdního období argie pralesní. K známým hostitelským druhům patří pěvci z čeledi Leiothrichidae; konkrétně se jedná o tyto druhy: sojkovec nilgirský (Montecincla cachinnans), argie žlutozobá (Argya affinis), argie pralesní (Argya striata) a timálie šedočelá (Argya malcolmi). V literatuře se nicméně objevuje i řada dalších druhů, avšak o jejich identitě existují důvodné pochyby o tom, že vejce nalezená v hnízdech těchto hostů skutečně patřily kukačce pestré.

## Ohrožení a početnost
Mezinárodní svaz ochrany přírody (IUCN) považuje kukačku pestrou za málo dotčený druh. Globální populace sice nebyla kvantifikována, avšak druh je ve většině svého areálu výskytu běžný, pouze na Šrí Lance je vzácnější.